# Куп'ятичі
Куп'ятичі (пол. Kupiatycze) — село в Польщі, у гміні Фредрополь Перемишльського повіту Підкарпатського воєводства, у межах етнічної української території Надсяння.
Населення — 411 осіб (2011).
У 1930 у селі було побудовано цегляну греко-католицьку церкву Св. Димитрія. Її було знищено після війни, збереглася тільки дерев'яна дзвіниця дев'ятнадцятого століття.
У 1975-1998 роках село належало до Перемишльського воєводства.

## Демографія
- 1785–125 греко-католиків, 9 римо-католиків, 10 євреїв
- 1840–178 греко-католиків
- 1859–196 греко-католиків
- 1879–160 греко-католиків
- 1899–180 греко-католиків
- 1926–290 греко-католиків
- 1938–283 греко-католиків

Демографічна структура станом на 31 березня 2011 року:
|          | Загалом | Допрацездатний вік | Працездатний вік | Постпрацездатний вік |
| -------- | ------- | ------------------ | ---------------- | -------------------- |
| Чоловіки | 201     | 52                 | 137              | 12                   |
| Жінки    | 210     | 43                 | 137              | 30                   |
| Разом    | 411     | 95                 | 274              | 42                   |

## Відомі люди
- Угрин-Безгрішний Микола — український прозаїк, поет, драматург, видавець, фотограф, педагог, а також активний учасник національно-визвольних змагань та громадський діяч.